# Championnat d'Asie de rink hockey 2005
 (novembre 2016).
Si vous disposez d'ouvrages ou d'articles de référence ou si vous connaissez des sites web de qualité traitant du thème abordé ici, merci de compléter l'article en donnant les références utiles à sa vérifiabilité et en les liant à la section « Notes et références ».
Navigation
Championnat d'Asie 2004 Championnat d'Asie 2007
Le Championnat d'Asie de rink hockey 2005 est la 10e édition de la compétition organisée par la Confederation of Asia Roller Sports et réunissant les meilleures nations asiatiques. Il s'agit de la cinquième édition concernant la compétition féminine. Cette édition a lieu à Jeonju, en Corée du Sud.
Les sélections de Macao remportent les deux titres de cette édition, le cinquième pour la sélection masculine et le premier pour les féminines.

## Participants

### Sélections masculines
- Corée du Sud
- Inde
- Japon
- Macao
- Pakistan
- Taïpei chinois

### Sélections féminines
- Japon
- Macao
- Inde
- Taïpei chinois

## Résultats

### Compétition masculine
| Rang | Équipe         | Pts | J | G | N | P | Bp | Bc | Diff |  | Résultats      |  |     |      |      |      |      |
| ---- | -------------- | --- | - | - | - | - | -- | -- | ---- |  | -------------- |  | --- | ---- | ---- | ---- | ---- |
| 1    | Macao          | 10  | 5 | 5 | 0 | 0 | 87 | 14 | +73  |  | Macao          |  | 8-1 | 12-2 | 17-6 | 26-3 | 24-2 |
| 2    | Japon          | 8   | 5 | 4 | 0 | 1 | 31 | 17 | +14  |  | Japon          |  |     | 6-2  | 7-2  | 11-3 | 6-2  |
| 3    | Inde           | 4   | 5 | 2 | 0 | 3 | 29 | 34 | -5   |  | Inde           |  |     |      | 15-7 | 3-4  | 7-5  |
| 4    | Taïpei chinois | 4   | 5 | 2 | 0 | 3 | 34 | 47 | -13  |  | Taïpei chinois |  |     |      |      | 8-5  | 11-3 |
| 6    | Corée du Sud   | 2   | 5 | 1 | 0 | 4 | 21 | 55 | -34  |  | Corée du Sud   |  |     |      |      |      | 6-7  |
| 5    | Pakistan       | 2   | 5 | 1 | 0 | 4 | 19 | 54 | -35  |  | Pakistan       |  |     |      |      |      |      |

### Compétition féminine
| Rang | Équipe         | Pts | J | G | N | P | Bp | Bc | Diff |  | Résultats      |  |     |      |     |
| ---- | -------------- | --- | - | - | - | - | -- | -- | ---- |  | -------------- |  | --- | ---- | --- |
| 1    | Macao          | 6   | 3 | 3 | 0 | 0 | 21 | 1  | +20  |  | Macao          |  | 2-0 | 11-1 | 8-0 |
| 2    | Japon          | 4   | 3 | 2 | 0 | 1 | 8  | 17 | -9   |  | Japon          |  |     | 3-2  | 2-1 |
| 3    | Inde           | 2   | 3 | 1 | 0 | 2 | 5  | 5  | 0    |  | Inde           |  |     |      | 5-3 |
| 4    | Taïpei chinois | 0   | 3 | 0 | 0 | 3 | 4  | 15 | -11  |  | Taïpei chinois |  |     |      |     |